# Stand (militair)
Stand is in Nederland een aanduiding voor lagere rangen in de krijgsmacht, met name soldaat (landmacht en luchtmacht), matroos (marine) of marechaussee 4e en 3e klasse (Koninklijke Marechaussee). Daarboven spreekt men doorgaans van rangen.